# Mitrídates I de Atropatene
Mitrídates I foi um rei de Atropatene. Mitrídates era genro de Tigranes, o Grande, e participou da luta de Mitrídates, o famoso rei do Ponto e inimigo dos romanos, contra Lúculo.
No ano do consulado de Mânio Acílio e Caio Pisão (67 a.C.), Mitrídates VI do Ponto estava acampado em Triário, próxima de Gaziura, com intenção de lutar contra Lúculo. Após Mitrídates ser ferido por um romano, que o atacou à traição em seu acampamento, as forças de Lúculo chegaram, e parecia que seria uma fácil vitória romana. Porém Mitrídates do Ponto se entrincheirou nas partes altas, próximas de Talaura, enquanto Mitrídates da Média, genro de Tigranes, o Grande, atacou as forças romanas quando estas estavam dispersas, matando vários, e, com a aproximação de Tigranes, houve motim no exército romano. Lúculo terminaria perdendo o controle do seu exército, cujo comando terminou sendo entregue a Pompeu.

## Nome
Mitridates (Μιθριδάτης, Mithridátēs), Mitradates (Μιθραδάτης, Mithradátēs), Meredates (Μερεδατης, Meredatēs), Meerdates (Meherdates) são as variantes gregas do persa antigo Mitradata (*Miθra-dāta-), "dado por Mitra". O nome foi registrado em parta (𐭌𐭕𐭓𐭃𐭕), persa médio e armênio (Միհրդատ) como Mirdate (Mihrdāt), em aramaico como Mitredate ("Mitredat", mtrdt) e em persa novo como Merdade (مهرداد, Mehrdâd).